# Сиртори
Сѝртори (на италиански: Sirtori, на западноломбардски: Sìrtur, Сиртур) е малко градче и община в Северна Италия, провинция Леко, регион Ломбардия. Разположено е на 457 m надморска височина. Населението на общината е 2950 души (към 2014 г.).